# Phyllopodopsyllus parabradyi
Phyllopodopsyllus parabradyi är en kräftdjursart som beskrevs av Lang 1965. Phyllopodopsyllus parabradyi ingår i släktet Phyllopodopsyllus och familjen Tetragonicipitidae. Inga underarter finns listade i Catalogue of Life.